# Bieńkula
Bieńkula – narciarska trasa zjazdowa w ośrodku Szczyrk Mountain Resort w Szczyrku, o czarnym stopniu skali trudności, prowadząca z Hali Skrzyczeńskiej na zboczach Małego Skrzycznego do Czyrnej,  o długości 1535 m i przewyższeniu 398 m (29%). Wzdłuż trasy dawniej ciągnął się podwójny wyciąg orczykowy (nr II i X). Po wypadku w styczniu 2019 roku wyciągi zostały zdemontowane, a trasa pozostała bez wyciągu z Czyrnej na Halę Skrzyczeńską. Trasa należy do Szczyrkowskiego Ośrodka Narciarskiego S.A. od 14 kwietnia 2011 roku (wcześniej do Gliwickiej Agencji Turystycznej (GAT)), jest dośnieżana za pomocą armatek śnieżnych, nie jest oświetlona.
Trasa jest jedną z kilkunastu czarnych tras zjazdowych w Polsce. Posiadała homologację FIS nr 7985/11/05 dla slalomu giganta (obu płci) ze startem na wysokości 1 022 m n.p.m. i metą na wysokości 659 m n.p.m., ważną do 29 listopada 2015 roku. Homologacja ta nie została przedłużona.
Od budowy nowych kolei w ośrodku szczyrkowskim w roku 2017 trasa nie była ani razu naśnieżana, a otwarta była zaledwie w jednym sezonie w 2022 roku. 